# Suljok
Suljok (mađ. Szulok, nje. Sulk)  je selo u južnoj Mađarskoj.
Zauzima površinu od 21,53 km četvorna.

## Zemljopisni položaj
Nalazi se na 46° 3' 10" sjeverne zemljopisne širine i 17° 33' istočne zemljopisne dužine.
5 km zapadno je zaštićeno područje Csokonyavisontski šumski pašnjak, Senđuđ je 4 km sjeverno-sjeveroistočno, Kamača je 5 km istočno, 5,5 km jugoistočno je Išvandin, Darány je 6 km južno jugoistočno, Trnovec je 7,5 km jugozapadno.

## Upravna organizacija
Upravno pripada Barčanskoj mikroregiji u Šomođskoj županiji. Poštanski broj je 7539. 

## Promet
7 km jugooistočno prolazi državna cestovna prometnica br. 6., a 9 km jugoistočno željeznička pruga Velika Kaniža-Pečuh.

## Stanovništvo
Suljok ima 737 stanovnika (2001.). Većina su Mađari. 16% je Nijemac, 2% je izjašnjenih Roma te nekoliko Hrvata.

## Vanjske poveznice
- (mađ.) Szulok a Vendégvárón  Arhivirana inačica izvorne stranice od 15. svibnja 2005. (Wayback Machine)